# 淑德学园短期大学
淑德学园短期大学（日语：／ Shukutoku Gakuen Tanki Daigaku *）是过去一所位于日本埼玉县北葛饰郡松伏村的私立短期大学。

## 概要

### 简介
- 学校最早可以追溯到1892年[1]即淑德女学校的创立于东京府东京市小石川区[注 2][2]。短期大学为于1968年开办、由学校法人淑德学园经营、来教育的基础是法然的净土宗。以后招収只女学生到1970年、停办于1972年[3]。停办后、淑德学园短期大学校园变更为实践女子短期大学松伏校园从1972年到1976年。再次变更为大正大学埼玉校园至今从1978年。现在学校法人淑德学园有各自一个高等学校和中学校[注 3]

### 历史
- 1968年 淑德学园短期大学成立并同时设置家政科。一年招生数100、学生数41[4]
- 1970年 最后一年招生、次年停止招生（正式停办于1972年3月31日[3]）。

## 学校环境
- 校区：在了埼玉县北葛饰郡松伏村[注 1]

## 历任校长
- 大河内隆弘：短期大学校长就任从开办到停办[4][5]。

## 组织

### 学科
- 家政科

### 专科
| - 没有 |

### 业余课程
| - 没有 |

## 相关链接
- 日本短期大学列表
- 淑德短期大学